# Восьминіжки
«Восьминіжки» (рос. «Осьминожки») — радянський мультиплікаційний фільм за віршем Едуарда Успенського «Різнокольорова сімейка». У ньому розповідається про те, як папи-восьминоги переплутали своїх дітей.

## Сюжет
На дні моря мешкає тато-восьминіг. Разом із ним живуть його дружина та кілька прекрасних маленьких восьминіжків. Тато приводить своїх дітей додому, а ключа від дому не було. Малята не розгубилися і потрапили до будинку через відчинене вікно. Восьминіг теж спробував пролізти туди, але тут відчинилися двері, і вийшла мама-восьминіжка.
Перед батьками постало непросте завдання — вимити своїх дітей. Вона виявилася складною, тому що восьминіжки вирішили побешкетувати і для цього використали свою можливість змінювати кольори. У результаті мамі-восьминіжці довелося мити одного й того ж малюка кілька разів, а решта так і залишилася брудною. За справу взявся тато-восьминіг. Він склав усіх в одну авоську і вимив усіх разом.
Наступного дня восьминіжка зібралася в гості до своєї подруги — камбали. Вона залишила своєму чоловікові цілий список справ, які потрібно зробити. Першим пунктом було розбудити малюків, потім одягнути та вмити. Тут у батька не виникло проблем, але з четвертим пунктом списку виникли деякі складнощі. Нагодувати дітей риб'ячим жиром, який ніхто не любить, виявилося дуже складно. У результаті, абияк впоравшись із годівлею, повів тато-восьминіг своїх дітей гуляти.
Поки кілька восьминіжків грали в безневинні ігри, один із них знайшов десь рогатку і почав стріляти з неї в медузу. Потім він потрапив у рак, який схопив його і відніс батькові. Тато трохи відшльопав шибеника і відпустив.
Пізніше до тата-восьминогу підійшов другий восьминіг і заявив, що той відляпав його сина, і тепер він повинен дати йому відшльопати свого. Той згоден, оскільки сам вважає, його дітей давно час навчити розуму. Невдовзі батьки зрозуміли, що переплутали своїх дітей і просто не можуть розібрати, де чиї. Папи вирішили розділити дітей порівну, але їх виявилася непарна кількість (19), і батькам довелося сидіти і чекати на своїх дружин. Адже тільки вони матимуть змогу розібратися з цією проблемою.
Після титрів дружини восьминогів допомогли своїм чоловікам вирішити все.

## Творці
- Автор сценарію — Едуард Успенський
- Режисер — Раса Страутмане
- Художник-постановник — Олександр Січкар
- Оператор — Володимир Мілованов
- Композитор — Ігор Єфремов
- Звукооператор — Віталій Азаровський
- Вірші читає — Михайло Козаков
- Співають — Клара Рум'янова і Юрій Саг'янц
- Художники:
Ю. Бєлов, Т. Великород, Аїда Зябликова, А. Левчик, І. Медник,
К. Приткова, О. Прянішнікова, В. Спорихін, І. Самохін, С. Степанов
- Монтажер — М. Трусова
- Редактор — Аліса Феодоріді